# Гроховиська-Шляхецькі
Гроховиська-Шляхецькі (пол. Grochowiska Szlacheckie) — село в Польщі, у гміні Рогово Жнінського повіту Куявсько-Поморського воєводства.
Населення — 243 особи (2011).

## Демографія
Демографічна структура станом на 31 березня 2011 року:
|          | Загалом | Допрацездатний вік | Працездатний вік | Постпрацездатний вік |
| -------- | ------- | ------------------ | ---------------- | -------------------- |
| Чоловіки | 135     | 43                 | 82               | 10                   |
| Жінки    | 108     | 25                 | 68               | 15                   |
| Разом    | 243     | 68                 | 150              | 25                   |